# 210e division d'infanterie
Pour les articles homonymes, voir 210e division.
La 210e division d'infanterie (en allemand : 210. Infanterie-Division ou 210. ID) est une des divisions d'infanterie de la Wehrmacht durant la Seconde Guerre mondiale.

## Création
La 210e division d'infanterie est formée le 10 juillet 1942 à Cassel dans le Wehrkreis IX à partir de la Divisions-Stab z.b.V..
Elle est transférée au nord de la Finlande pour prendre le commandement d'installations côtières sous les ordres de la 20. Gebirgs-Armee.
À l'automne 1944, elle est transférée sur la Norvège et est utilisée pour défendre le secteur de Kirkenes. En janvier 1945, elle est dans le secteur de Narvik.

## Organisation

### Commandants
| Date                               | Grade           | Commandant       |
| ---------------------------------- | --------------- | ---------------- |
| 15 juillet 1942 - 1er février 1944 | Generalleutnant | Karl Wintergerst |
| 1er février 1944 - 8 mai 1945      | Generalleutnant | Curt Ebeling     |

### Officiers d'opérations (Generalstabsoffiziere (Ia))
| Date                   | Grade          | Commandant  |
| ---------------------- | -------------- | ----------- |
| 15 avril 1943 - ? 1945 | Oberstleutnant | Hans Bucher |

## Théâtres d'opérations
- Finlande : juillet 1942 - septembre 1944
- Norvège : septembre 1944 - mai 1945

## Ordres de bataille
Organisations subordonnées 1942
- Festungs-Bataillon 661
- Festungs-Bataillon 662
- Festungs-Bataillon 663
- Festungs-Bataillon 664
- Festungs-Bataillon 665
- Heeres-Küsten-Artillerie-Regiment z.b.V. 837
- 3. Kompanie/Gebirgs-Nachrichten-Abteilung 67

Organisations subordonnées 1945
- Festungs-Brigade-Stab Lofoten avec III./501, 646, 650 et 662
- Festungs-Infanterie-Regiment 859
- Nachrichten-Kompanie 210
- Kommandeur der Divisions-Nachschubtruppen 210